# قایتبای
قایتبای (انگلیسی: Qaitbay; ح. ۱۴۱۶/۱۴۱۸ – ۷ اوت ۱۴۹۶ )، هجدهمین سلطان ممالیک برجی مصر و سوریه از سال ۸۷۲  تا ۹۰۱ هجری قمری (۱۴۶۸-۱۴۹۶) بود. وی اصالتا چرکس بود که توسط نهمین سلطان برسبای خریداری شد و در دوره جقمق آزاد شد.